# Río Usolka
El río Usolka (en ruso: Усолка) es un río asiático de la Siberia rusa, un afluente del río Taséyeva, a su vez afluente del río Angará y este del río Yeniséi. Su longitud es de 356 km y su cuenca drena una superficie de 10.800 km² (similar a la de países como Jamaica o Líbano o mayor que Chipre).
Administrativamente, el río discurre por el krai de Krasnoyarsk de la Federación de Rusia.

## Geografía
El río Usolka nace y discurre por la meseta del Angará, y acaba desembocando en el río Taséyeva por su lado izquierdo, un corto río que aguas abajo desemboca muy pronto en el río Angará.
Al igual que todos los ríos siberianos, sufre largos períodos de heladas (seis meses al año, desde noviembre hasta finales de abril/principios de mayo) y amplias extensiones de suelo permanecen siempre congeladas en profundidad (permafrost). Al llegar la época del deshielo, como se deshielan primero las zonas más al sur, inunda amplias zonas próximas a las riberas.